# ماریا آنتونیو
ماریا آنتونیو (سوئدی: Maria Antoniou؛ زادهٔ ۸ دسامبر ۱۹۶۴) بازیگر اهل سوئد است.
از فیلم‌هایی که وی در آنها نقش داشته‌است می‌توان به دوران گرگ اشاره کرد.